# 24-Stunden-Rennen von Le Mans 1957

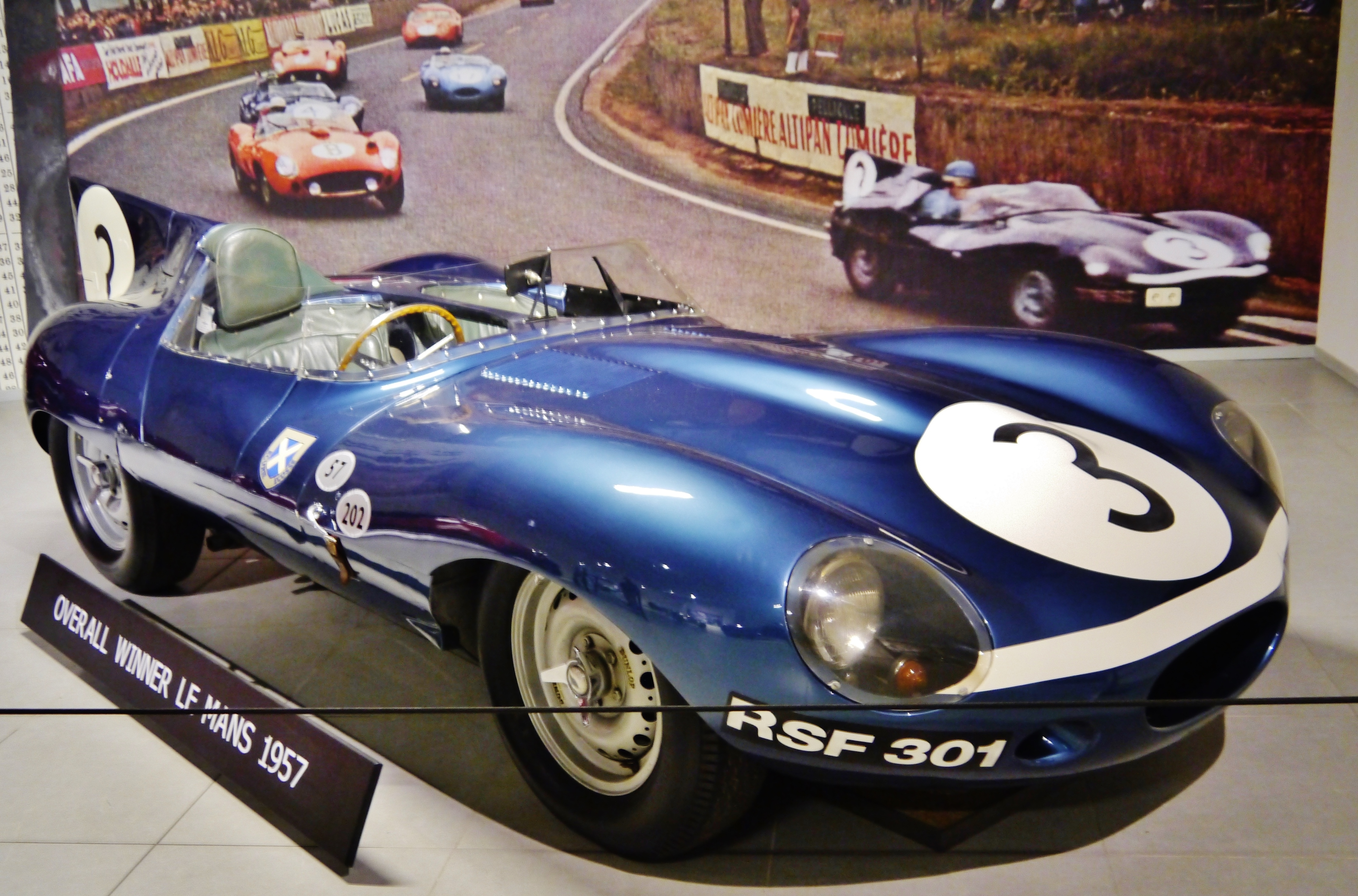
Jaguar D-Type, Siegerwagen von Ron Flockhart und Ivor Bueb

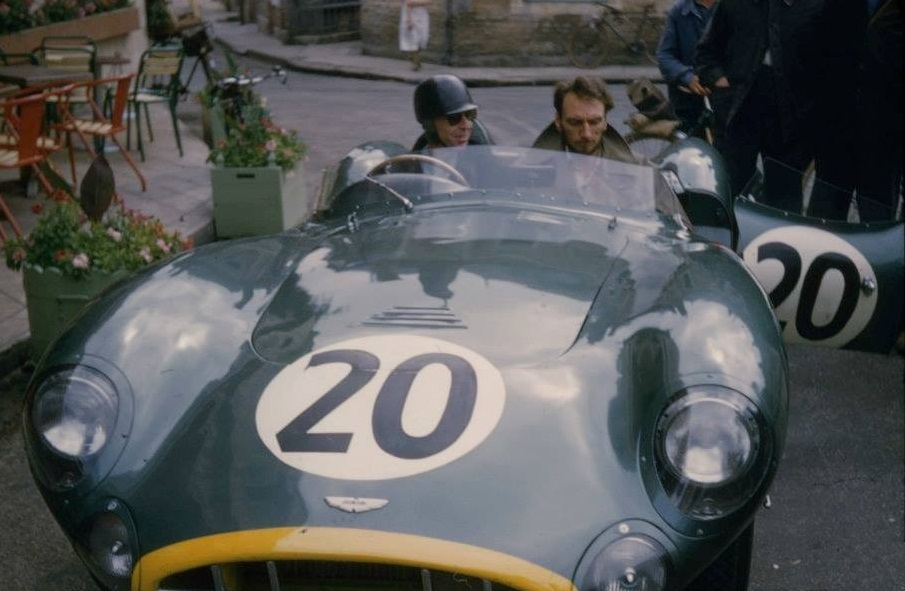
Tony Brooks (mit Helm) in seinem Aston Martin DBR1/300 vor seinem Hotel in Le Mans

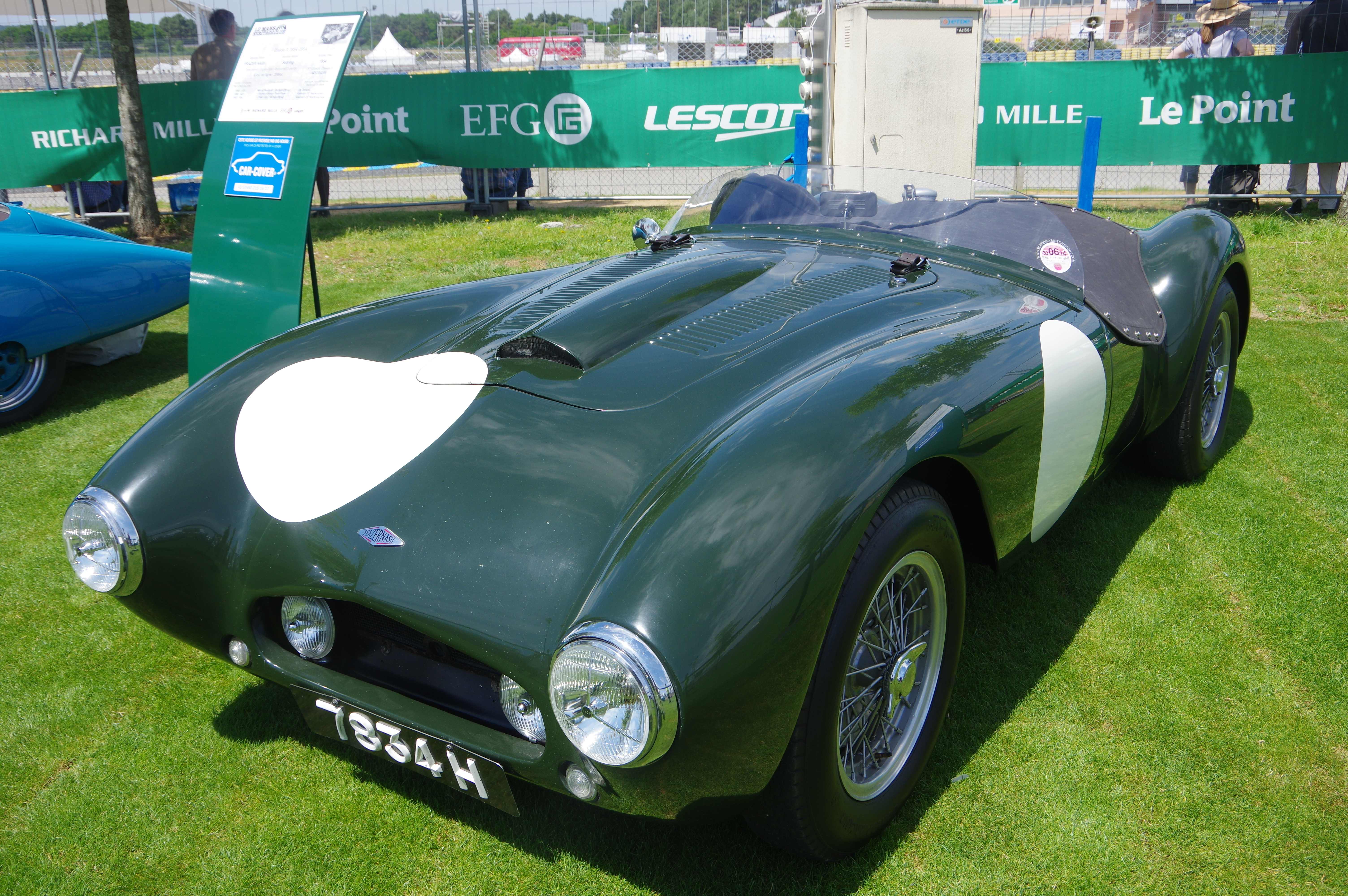
Frazer-Nash Sebring von Richard Stoop und Peter Jopp

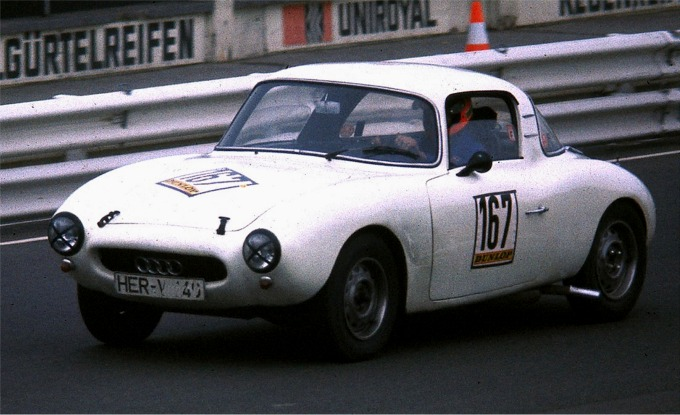
DKW Monza Coupe

Das 25. 24-Stunden-Rennen von Le Mans, der 25e Grand Prix d’Endurance les 24 Heures du Mans, auch 24 Heures du Mans, Circuit de la Sarthe, Le Mans, fand vom 22. bis 23. Juni 1957 auf dem Circuit des 24 Heures statt.

## Vor dem Rennen

### Reglement
Erneut wurde von den Verantwortlichen des Automobile Club de l’Ouest – Veranstalter des 24-Stunden-Rennens seit 1923 – das Reglement angepasst. Die Anzahl der Fahrzeuge, die am Rennen teilnehmen konnten, wurde auf 55 festgelegt. Die im Vorjahr beschlossenen Beschränkungen für Hubraum und Tankkapazitäten, wurden wieder aufgehoben. Die Mindestdistanz zwischen zwei Tankstopps wurde von 34 auf 30 Runden verkürzt. Da bei einem Stopp an der Strecke nur die Fahrer mit Bordmitteln am Fahrzeug arbeiten durften, war das seit 1923 vorgeschriebene Werkzeug nicht mehr zwingend im Wagen mitzuführen. Zwar war es weiterhin nur dem Fahrer gestattet, Reparaturen durchzuführen, aber das Mitführen von Werkzeug wurde den Rennteams ab 1957 freigestellt.

### Teams
Wie bei den vier Sportwagen-Weltmeisterschaftsläufen, die vor dem 24-Stunden-Rennen ausgefahren wurden, waren die Werksmannschaften von Ferrari und Maserati die großen Favoriten in Le Mans. Ferrari brachte seine Viernockenwellen-V12-Boliden an die Sarthe. Peter Collins, Phil Hill, Mike Hawthorn und Luigi Musso fuhren den 390 PS starken 335S. Stuart Lewis-Evans und Martino Severi einen 315S. Olivier Gendebien und Maurice Trintignant steuerten einen Ferrari 250TR58, den ersten Testa-Rossa-Ferrari in Le Mans. Maserati brachte neben dem 300S auch zwei 4,5-Liter-450S an die Sarthe. Das von Stirling Moss und Harry Schell gefahrene Zagato-Coupé wurde von Frank Costin entwickelt. Den Spyder fuhren Jean Behra und André Simon.
Obwohl Jaguar mit keinem Werksteam vertreten war, wurden fünf Jaguar D-Type an den Start gerollt. Die britischen Wagen hatten gegen die italienischen Spitzenwagen aber nur Außenseiterchancen. Aston Martin brachte eine Neukonstruktion in Le Mans. Das Brüderpaar Peter und Graham Whitehead fuhren den neuen DBR2.
Porsche brachte erstmals den 718 zum 24-Stunden-Rennen. Der DKW Monza von Wolfgang Seidel hatte eine Karosserie aus Plastik.

## Das Rennen
Jean Behra bezahlte seine Aufholjagd an die Spitze des Rennens, nach einem verpatzten Start, mit einer defekten Kupplung, die ihn zur Aufgabe nach 28 Runden zwang. Als Stirling Moss um 18 Uhr in Führung liegend mit Motorschaden stoppte, war mit ihm der letzte Maserati ausgefallen. An der Spitze wurde zu Beginn des Rennens ein so hohes Tempo gefahren, dass der schnellste nichtitalienische Wagen – der Jaguar D-Type von Ron Flockhart und Ivor Bueb – zu dieser Zeit bereits zwei Runden Rückstand auf die Spitze hatte. Allerdings bezahlte auch Ferrari dieses hohe Tempo mit frühen Ausfällen: Peter Collins fuhr gleich in der ersten Runde einen neuen Rundenrekord, um im zweiten Umlauf mit Motorschaden liegen zu bleiben. Als um 19 Uhr der Gendebien/Trintignant-Ferrari ausfiel, lagen plötzlich vier D-Type-Jaguar in Führung, mit dem Flockhart/Bueb-Wagen an der Spitze. Bis auf den Wagen der belgischen Equipe Nationale, wo Freddy Rousselle 55 Minuten mit einer Reparatur an der Zündung auf der Les Hunaudières verlor, und den elektrischen Problemen am Hamilton/Gregory-Wagen, liefen die Jaguar ohne Probleme. Am Ende feierte die britische Marke einen der größten Triumphe in Le Mans. Unter den ersten sechs der Gesamtwertung waren die fünf D-Types. Nur der Ferrari von Lewis-Evans und Severi auf dem fünften Gesamtrang unterbrach die Dominanz von Jaguar.

## Ergebnisse

### Piloten nach Nationen
| 44 Franzosen | 27 Briten    | 10 Belgier   | 9 US-Amerikaner | 7 Italiener    |
| 6 Deutsche   | 1 Australier | 1 Marokkaner | 1 Niederländer  | 1 Österreicher |
| 1 Schwede    |              |              |                 |                |

### Schlussklassement
| Pos.            | Klasse | Nr. | Team                          | Fahrer                                                                | Chassis                    | Motor                   | Reifen | Runden |
| --------------- | ------ | --- | ----------------------------- | --------------------------------------------------------------------- | -------------------------- | ----------------------- | ------ | ------ |
| 1               | S 5000 | 3   | Ecurie Ecosse                 | Ron Flockhart Ivor Bueb                                               | Jaguar D-Type              | Jaguar 3.8L I6          | D      | 327    |
| 2               | S 5000 | 15  | Ecurie Ecosse                 | Ninian Sanderson John Lawrence                                        | Jaguar D-Type              | Jaguar 3.4L I6          | D      | 319    |
| 3               | S 5000 | 17  | Equipe Los Amigos             | Jean Lucas Jean-Marie Brussin                                         | Jaguar D-Type              | Jaguar 3.4L I6          | D      | 317    |
| 4               | S 5000 | 16  | Ecurie Nationale Belge        | Paul Frère Freddy Rousselle                                           | Jaguar D-Type              | Jaguar 3.4L I6          | D      | 310    |
| 5               | S 5000 | 8   | Scuderia Ferrari              | Stuart Lewis-Evans Martino Severi                                     | Ferrari 315S               | Ferrari 3.8L V12        | E      | 300    |
| 6               | S 5000 | 4   | Duncan Hamilton               | Duncan Hamilton Masten Gregory                                        | Jaguar D-Type              | Jaguar 3.8L I6          | D      | 299    |
| 7               | S 2000 | 28  | Ecurie Francorchamps          | Lucien Bianchi Georges Harris                                         | Ferrari 500TRC             | Ferrari 2.0L I4         | E      | 288    |
| 8               | S 1500 | 35  | Ed Hugus                      | Ed Hugus Carel Godin de Beaufort                                      | Porsche 550A RS            | Porsche 1.5L Flat-4     |        | 286    |
| 9               | S 1100 | 62  | Lotus Engineering             | Herbert MacKay-Fraser Jay Chamberlain                                 | Lotus 11                   | Coventry Climax 1.1L I4 |        | 285    |
| 10              | S 2000 | 31  | AC Cars Ltd.                  | Peter Bolton Ken Rudd                                                 | AC Ace                     | Bristol 2.0L I6         |        | 281    |
| 11              | S 3000 | 21  | David Brown                   | Jean-Paul Colas Jean Kerguen                                          | Aston Martin DB3S          | Aston Martin 3.0L I6    | E      | 272    |
| 12              | S 2000 | 26  | Georges Guyet                 | Georges Guyet Michel Parsy                                            | Maserati A6GCS             | Maserati 2.0L I4        |        | 260    |
| 13              | S 1100 | 42  | Robert Walshaw                | Robert Walshaw John Dalton                                            | Lotus 11                   | Coventry Climax 1.1L I4 |        | 259    |
| 14              | S 750  | 55  | Lotus Engineering             | Cliff Allison Keith Hall                                              | Lotus 11                   | Coventry Climax 0.7L I4 | D      | 259    |
| 15              | S 1100 | 40  | Cooper Car Company            | Jack Brabham Ian Raby                                                 | Cooper T39                 | Coventry Climax 1.1L I4 | D      | 254    |
| 16              | S 1100 | 41  | André Héchard                 | André Héchard Roger Masson                                            | Lotus 11                   | Coventry Climax 1.1L I4 |        | 253    |
| 17              | S 750  | 49  | Automobiles Deutsch et Bonnet | Louis Cornet Henri Perrier                                            | DB HBR                     | Panhard 0.7L FLat-2     |        | 239    |
| 18              | S 750  | 52  | Equipe Monopole Course        | Pierre Chancel Pierre Hémard                                          | Monopole X89 Coupe         | Panhard 0.7L Flat-2     |        | 238    |
| 19              | S 750  | 46  | Automobili OSCA               | Jean Laroche Rémy Radix                                               | OSCA 750 Sport             | OSCA 0.7L I4            |        | 234    |
| 20              | S 750  | 58  | Automobili Stanguellini       | Fernand Sigrand Michel Nicol                                          | Stanguellini 750 Sport     | Fiat 0.7L I4            |        | 214    |
| Disqualifiziert |        |     |                               |                                                                       |                            |                         |        |        |
| 21              | S 1500 | 60  | Equipe Nationale Belge        | Claude Dubois Georges Hacquin                                         | Porsche 550A RS            | Porsche 1.5L Flat-4     |        | 70     |
| Ausgefallen     |        |     |                               |                                                                       |                            |                         |        |        |
| 22              | S 1500 | 34  | Porsche KG                    | Claude Storez Ed Crawford                                             | Porsche 550A RS            | Porsche 1.5L Flat-4     |        | 275    |
| 23              | S 2000 | 24  | Automobiles Frazer Nash Ltd.  | Richard Stoop Peter Jopp                                              | Frazer Nash Sebring        | Bristol 2.0L I6         |        | 240    |
| 24              | S 2000 | 27  | Fernand Tavano                | Fernand Tavano Jacques Péron                                          | Ferrari 500TRC             | Ferrari 2.0L I4         | E      | 235    |
| 25              | S 750  | 53  | Equipe Monopole Course        | Robert Chancel Pierre Flahault                                        | Monopole X88 Coupe         | Panhard 0.7L Flat-2     |        | 230    |
| 26              | S 5000 | 10  | North American Racing Team    | George Arents Jan de Vroom                                            | Ferrari 290MM-C            | Ferrari 3.5L V12        | E      | 183    |
| 27              | S 1100 | 45  | Wolfgang Seidel               | Wolfgang Seidel Heinz Meier                                           | DKW Monza Coupe            | DKW 1.0L I3             | C      | 151    |
| 28              | S 3000 | 20  | David Brown                   | Tony Brooks Noël Cunningham-Reid                                      | Aston Martin DBR1/300      | Aston Martin 2.9L I6    |        | 140    |
| 29              | S 2000 | 25  | Léon Coulibeuf                | Léon Coulibeuf José Behra                                             | Maserati 200SI             | Maserati 2.0L I4        | E      | 136    |
| 30              | S 750  | 56  | Automobili Stanguellini       | René-Philippe Faure Gilbert Foury                                     | Stanguellini Bialbero      | Fiat 0.7L I4            |        | 131    |
| 31              | S 2000 | 29  | Equipe Los Amigos             | François Picard Richie Ginther                                        | Ferrari 500TRC             | Ferrari 2.0L I4         | E      | 129    |
| 32              | S 1500 | 32  | Porsche KG                    | Umberto Maglioli Edgar Barth                                          | Porsche 718 RSK            | Porsche 1.5L Flat-4     |        | 129    |
| 33              | S 750  | 54  | Equipe Monopole Course        | René Cotton Jacques Blanchet                                          | Monopole X88 Spyder        | Panhard 0.7L Flat-2     |        | 127    |
| 34              | S 750  | 50  | Automobiles Deutsch et Bonnet | Jean-Claude Vidilles Jo Schlesser                                     | DB HBR                     | Panhard 0.7L Flat-2     |        | 126    |
| 35              | S 750  | 51  | Automobiles Deutsch et Bonnet | Paul Armagnac Gérard Laureau                                          | DB HBR                     | Panhard 0.7L Flat-2     |        | 120    |
| 36              | S 3000 | 19  | David Brown                   | Roy Salvadori Les Leston                                              | Aston Martin DBR1/300      | Aston Martin 2.9L I6    |        | 112    |
| 37              | S 5000 | 9   | Scuderia Ferrari              | Olivier Gendebien Maurice Trintignant                                 | Ferrari 250TR58            | Ferrari 3.1L V12        | E      | 109    |
| 38              | S 1500 | 33  | Porsche KG                    | Hans Herrmann Richard von Frankenberg                                 | Porsche 550A RS            | Porsche 1.5L Flat-4     |        | 87     |
| 39              | S 5000 | 5   | David Brown                   | Graham Whitehead Peter Whitehead                                      | Aston Martin DBR2/370      | Aston Martin 3.7L I6    |        | 81     |
| 40              | S 5000 | 11  | Equipe Nationale Belge        | Jacques Swaters Alain de Changy                                       | Ferrari 290MM-C            | Ferrari 3.5L V12        | E      | 73     |
| 41              | S 3000 | 12  | Officine Alfieri Maserati     | Giorgio Scarlatti Joakim Bonnier                                      | Maserati 300S              | Maserati 3.0L I6        | P      | 73     |
| 42              | S 750  | 57  | Bernard Deviterne             | Bernard Deviterne Marcel Lailler                                      | DB HBR5                    | Panhard 0.7L Flat-2     |        | 68     |
| 43              | S 1100 | 44  | Automobili Stanguellini       | Francesco Siracusa Roberto Lippi                                      | Stanguellini Prototipo     | Fiat 1.1L I4            | D      | 67     |
| 44              | S 5000 | 7   | Scuderia Ferrari              | Mike Hawthorn Luigi Musso                                             | Ferrari 335S               | Ferrari 4.0L V12        | E      | 56     |
| 45              | S 1100 | 39  | Arnott Cars Ltd.              | Jim Russell Dennis Taylor                                             | Arnott Sport               | Coventry Climax 1.1L I4 |        | 46     |
| 46              | S 3000 | 18  | Equipe Gordini                | André Guelfi Jean Guichet                                             | Gordini T24S               | Gordini 3.0L I8         | E      | 38     |
| 47              | S 5000 | 1   | Officine Alfieri Maserati     | Stirling Moss Harry Schell                                            | Maserati 450S Zagato Coupe | Maserati 4.5L V8        | P      | 32     |
| 48              | S 5000 | 2   | Officine Alfieri Maserati     | Jean Behra André Simon                                                | Maserati 450S Spyder       | Maserati 4.5L V8        | P      | 28     |
| 49              | S 1500 | 36  | Maurice Slotine               | Maurice Slotine Roland Bourel                                         | Porsche 356A               | Porsche 1.5L Flat-4     |        | 26     |
| 50              | S 2000 | 61  | Gotfrid Köchert               | Gotfrid Köchert Erwin Bauer                                           | Ferrari 500TRC             | Ferrari 2.0L I4         |        | 18     |
| 51              | S 750  | 47  | Automobilies VP               | Jean-Marie Dumazer Bernard Consten                                    | VP 166R                    | Renault 0.7L I4         | D      | 15     |
| 52              | S 2000 | 30  | Equipe Gordini                | Henri de Clarens Robert La Caze                                       | Gordini T15S               | Gordini 2.0L I6         | E      | 3      |
| 53              | S 5000 | 6   | Scuderia Ferrari              | Peter Collins Phil Hill                                               | Ferrari 335MM              | Ferrari 3.0L V12        | E      | 2      |
| 54              | S 3000 | 23  | Automobiles Talbot            | Franco Bordoni Bruce Halford                                          | Talbot-Lago Sport 2500     | Maserati 2.5L I6        |        | 1      |
| Nicht gestartet |        |     |                               |                                                                       |                            |                         |        |        |
| 55              | S 3000 | 22  | Ecurie Dubonnet               | Franco Bordini Georges Burggraff Bruce Halford André Loens Jean Blanc | Talbot-Lago Sport 2500     | Maserati 2.5L I6        |        | 1      |
| 56              | S 1500 | 37  | Lotus Engineering             | Herbert MacKay-Fraser Jay Chamberlain Colin Chapman Peter Ashdown     | Lotus 11                   | Coventry Climax 1.5L I4 | D      | 2      |
| 57              | S 5000 | 8   | Scuderia Ferrari              | Stuart Lewis-Evans Martino Severi                                     | Ferrari 250TR              | Ferrari 3.1L V12        | E      | 3      |
| 58              | S 2000 | T   | AC Cars Ltd.                  | Peter Bolton Ken Rudd Bob Jennings                                    | AC Ace                     | Bristol 2.0L I6         |        | 4      |

1 nicht gestartet
2 Ventilschaden im Training
3 Zylinderschaden im Training
4 Ersatzwagen

### Nur in der Meldeliste
Hier finden sich Teams, Fahrer und Fahrzeuge die ursprünglich für das Rennen gemeldet waren, aber aus den unterschiedlichsten Gründen daran nicht teilnahmen.
| Pos. | Klasse | Nr. | Team                         | Fahrer                               | Chassis               | Motor               | Reifen |
| ---- | ------ | --- | ---------------------------- | ------------------------------------ | --------------------- | ------------------- | ------ |
| 59   | S 3000 | 14  | Officine Alfieri Maserati    |                                      | Maserati 300S         |                     |        |
| 60   | S 1500 | 38  | Alfranco Pagani              |                                      | Alfa Romeo            |                     |        |
| 61   | S 1100 | 43  | OSCA Automobili              | Giulio Cabianca Colin Davis          | OSCA MT4 1100S        |                     |        |
| 62   | S 750  | 48  | Jacques Dewez                | Jacques Dewez Robert Schollemann     | Renault Spezial       |                     |        |
| 63   | S 8000 |     | Luigi Chinetti               |                                      | Ford Thunderbird      |                     |        |
| 64   | S 8000 |     | Luigi Chinetti               |                                      | Ford Thunderbird      |                     |        |
| 65   | S 5000 |     | Briggs Cunningham            |                                      | Cunningham C6-R       |                     |        |
| 66   | S 5000 |     | S:t Giles                    |                                      | Chevrolet Corvette    |                     |        |
| 67   | S 5000 |     | S:t Giles                    |                                      | Chevrolet Corvette    |                     |        |
| 68   | S 5000 |     | Norport                      |                                      | Chevrolet Corvette    |                     |        |
| 69   | S 2000 |     | Phoenix                      |                                      | Phoenix Turner 2SR6   |                     |        |
| 70   | S 1100 |     | Automobili Stanguellini      |                                      | Stanguellini Bialbero | Fiat 1.1L I4        |        |
| 71   | S 750  |     |                              |                                      | DB HBR                | Panhard 0.7L Flat-2 |        |
| 72   | S 750  |     |                              |                                      | DB HBR                | Panhard 0.7L Flat-2 |        |
| 73   | S 5000 |     |                              |                                      | Jaguar D-Type         | Jaguar 3.8L I6      |        |
| 74   | S 5000 |     |                              |                                      | Jaguar D-Type         | Jaguar 3.8L I6      |        |
| 75   |        |     |                              |                                      | Peugeot               |                     |        |
| 76   | S 5000 |     |                              |                                      | BMW 507               | BMW 3.1L V8         |        |
| 77   | S 1500 |     |                              |                                      | Porsche               |                     |        |
| 78   | S 1500 |     |                              |                                      | Porsche               |                     |        |
| 79   | S 1500 |     |                              |                                      | Porsche               |                     |        |
| 80   | S 3ß00 |     |                              |                                      | Gordini T24S          |                     |        |
| 81   | S 5000 |     | Automobiles Talbot           |                                      | Talbot                | BMW 3.1L V8         |        |
| 82   |        |     | Officine Alfieri Maserati    | Juan Manuel Fangio Carlos Menditéguy | Maserati              |                     | P      |
| 83   | S 5000 |     | Automobiles Frazer Nash Ltd. |                                      | Frazer Nash           | BMW 3.1L V8         |        |

### Biennale-Cup-Rudge-Withworth
1957 wurde kein Biennal-Cup vergeben, da kein Teilnehmer in die Wertung kam.

### Index of Performance
| Pos. | Nr. | Fahrer                                | Chassis                | Koeffizient | Platzierung im Gesamtklassement |
| ---- | --- | ------------------------------------- | ---------------------- | ----------- | ------------------------------- |
| 1    | 55  | Cliff Allison Keith Hall              | Lotus 11               | 1.30800     | Rang 14                         |
| 2    | 62  | Herbert MacKay-Fraser Jay Chamberlain | Lotus 11               | 1.26000     | Rang 9                          |
| 3    | 49  | Louis Cornet Henri Perrier            | DB HBR                 | 1.20800     | Rang 17                         |
| 4    | 52  | Pierre Chancel Pierre Hémard          | Monopole X89 Coupe     | 1.20100     | Rang 18                         |
| 5    | 3   | Ron Flockhart Ivor Bueb               | Jaguar D-Type          | 1.19000     | Gesamtsieg                      |
| 6=   | 46  | Jean Laroche Rémy Radix               | OSCA 750 Sport         | 1.17600     | Rang 19                         |
| 6=   | 35  | Ed Hugus Carel Godin de Beaufort      | Porsche 550A RS        | 1.17600     | Rang 8                          |
| 8    | 15  | Ninian Sanderson John Lawrence        | Jaguar D-Type          | 1.17000     | Rang 2                          |
| 9    | 17  | Jean Lucas Jean-Marie Brussin         | Jaguar D-Type          | 1.16100     | Rang 3                          |
| 10   | 42  | Robert Walshaw John Dalton            | Lotus 11               | 1.14500     | Rang 13                         |
| 11   | 16  | Paul Frère Freddy Rousselle           | Jaguar D-Type          | 1.13700     | Rang 4                          |
| 12   | 28  | Lucien Bianchi Georges Harris         | Ferrari 500TRC         | 1.12500     | Rang 7                          |
| 13   | 40  | Jack Brabham Ian Raby                 | Cooper T39             | 1.12200     | Rang 15                         |
| 14   | 41  | André Héchard Roger Masson            | Lotus 11               | 1.11800     | Rang 16                         |
| 15   | 31  | Peter Bolton Ken Rudd                 | AC Ace                 | 1.10100     | Rang 10                         |
| 16   | 8   | Stuart Lewis-Evans Martino Severi     | Ferrari 315S           | 1.09100     | Rang 5                          |
| 17   | 4   | Duncan Hamilton Masten Gregory        | Jaguar D-Type          | 1.08700     | Rang 6                          |
| 18   | 26  | Georges Guyet Michel Parsy            | Maserati A6GCS         | 1.01600     | Rang 12                         |
| 19   | 21  | Jean-Paul Colas Jean Kerguen          | Aston Martin DB3S      | 1.01400     | Rang 11                         |
| 20   | 58  | Fernand Sigrand Michel Nicol          | Stanguellini 750 Sport | 1.00000     | Rang 20                         |

### Klassensieger
| Klasse               | Fahrer                  | Fahrer                  | Fahrzeug          | Platzierung im Gesamtklassement |
| -------------------- | ----------------------- | ----------------------- | ----------------- | ------------------------------- |
| Index of Performance | Cliff Allison           | Keith Hall              | Lotus 11          | Rang 14                         |
| 23. Biennale Cup     | kein Teilnehmer im Ziel |                         |                   |                                 |
| 3001–5000 cm³        | Ron Flockhart           | Ivor Bueb               | Jaguar D-Type     | Gesamtsieg                      |
| 2001–3000 cm³        | Jean-Paul Colas         | Jean Kerguen            | Aston Martin DB3S | Rang 11                         |
| 1501–2000 cm³        | Lucien Bianchi          | George Harris           | Ferrari 500TRC    | Rang 7                          |
| 1101–1500 cm³        | Ed Hugus                | Carel Godin de Beaufort | Porsche 550A RS   | Rang 8                          |
| 751–1100 cm³         | Herbert MacKay-Fraser   | Jay Chamberlain         | Lotus 11          | Rang 9                          |
| 501–750 cm³          | Cliff Allison           | Keith Hall              | Lotus 11          | Rang 14                         |

### Renndaten
- Gemeldet: 83
- Gestartet: 54
- Gewertet: 20
- Rennklassen: 8
- Zuschauer: 250.000
- Ehrenstarter des Rennens: Walt Harrington, Botschafter der Vereinigten Staaten in Paris
- Wetter am Rennwochenende: warm und sonnig
- Streckenlänge: 13,461 km
- Fahrzeit des Siegerteams: 24:00:00,000 Stunden
- Gesamtrunden des Siegerteams: 327
- Gesamtdistanz des Siegerteams: 4397,108 km
- Siegerschnitt: 183,217 km/h
- Pole Position: unbekannt
- Schnellste Rennrunde: Mike Hawthorn – Ferrari 335S (#7) – 3:58,700 = 203,015 km/h
- Rennserie: 5. Lauf zur Sportwagen-Weltmeisterschaft 1957